# Ravsyre
Ravsyre, ofte kaldet succinat (dens anion) er en organisk carboxylsyre, der har det systematiske navn 1,4-butandisyre. Salte af ravsyre kaldes succinater.
Ravsyre er en diprot syre, altså en syre, der kan afgive to protoner per molekyle. Estere af ravsyre kaldes succinater.
Succinat er et intermediat i citronsyrecyklus, dvs. det er et mellemprodukt som dannes i en reaktion, og derefter videreomdannes i en anden reaktion. Der sker altså hverken en ophobning eller et nettoforbrug af succinat i cyklen. Succinat dannes i reaktionen:
succinyl-CoA + GDP + P → succinat + GTP
og omdannes igen i den efterfølgende reaktion:
succinat + FAD → fumarat + FADH2
Den første reaktion katalyseres af enzymet succinyl-CoA-syntetase, og den anden af succinatdehydrogenase.
- Wikimedia Commons har flere filer relateret til Ravsyre

| Kemi | Spire Denne artikel om kemi er en spire som bør udbygges. Du er velkommen til at hjælpe Wikipedia ved at udvide den. |